# Onthophagus nefarius
Onthophagus nefarius é uma espécie de inseto do género Onthophagus, família Scarabaeidae, ordem Coleoptera.

## História
Foi descrita cientificamente por Balthasar em 1963.